# Anopheles meraukensis
Anopheles meraukensis este o specie de țânțari din genul Anopheles, descrisă de Willem George Venhuis în anul 1932. Conform Catalogue of Life specia Anopheles meraukensis nu are subspecii cunoscute.